# アンフェイト
アンフェイトは2016年に結成したヴィジュアル系バンド。2017年9月6日のライブをもって解散と発表。

## メンバー
つきひ
1月4日生まれ。O型。ボーカル担当。
刹那
8月10日生まれ。O型。ギター担当。NHK教育番組「天才てれびくんMAX」の元てれび戦士で元ジャニーズJr.の吉野翔太。
MeMe
2月6日生まれ。A型。ベース担当。
アキ
1月5日生まれ。AB型。ギター担当。
環
3月4日生まれ。A型。ドラム担当。

## ディスコグラフィー
- 2017年 - 「カケラ」「ノンフィクション」